# Louis Vuitton
Louis Vuitton Malletier (běžně označováno jako Louis Vuitton, nebo zkráceně  LV) je francouzská módní oděvní značka založená v roce 1854 návrhářem téhož jména.
Značka je velmi známá pro svůj monogram LV, který se objevuje téměř na všech produktech firmy jako jsou luxusní kufry a kožené zboží, boty, hodinky, šperky, doplňky, sluneční brýle a zápisníky.

## Základní informace
Louis Vuitton je jedním z předních světových obchodních domů. Své produkty prodává pomocí samostatných butiků, obchodů v obchodních centrech či pomocí svých webových stránek.

Kabelka Louis Vuitton ve vídeňském obchodě.

Značka byla založena návrhářem Louisem Vuittonem v roce 1854 v Rue Neuve-des-Capucines v Paříži. V roce 1858 Vuitton představil své kufry s plochým dnem z plátna Trianon, které je dělalo lehčí a vzduchotěsnější. Právě šedé plátno Trianon umožnilo skládat ploché kufry na sebe, což u dřívějších kufrů se zakulacenou horní stranou nebylo možné. Firma se stala úspěšnou a prestižní a mnoho výrobců kabelek začalo imitovat styl LV.
Hodnota značky Louis Vuitton byla v roce 2013 29,9 mld. dolarů.

## Reklamní kampaně
Společnost Louis Vuitton pečlivě vybírá celebrity, které budou značku reprezentovat, většinou slavné herečky a modelky jako třeba Jennifer Lopez, Hayden Christensen a nejčastěji Angelinu Jolie pro své marketingové kampaně. Svou tradici modelek a hereček přerušili 2. srpna 2007, kdy společnost oznámila, že se bývalý vůdce SSSR, Michail Sergejevič Gorbačov objeví v jejich kampani spolu se Steffi Graf, Andre Agassi a Catherine Deneuve. Mnoho rapperů zmínilo společnost ve svých některých písních, například Kanye West, Rytmus, Juicy J nebo Nicki Minaj v písni Whip It.
Společnost obyčejně používá tištěné reklamy v časopisech a billboardy v kosmopolitních městech. V minulosti se společnost spoléhala na vybraný tisk, kde se objevovaly jejich reklamní kampaně (často v nich byly prestižní hvězdy jako Steffi Graf, Andre Agassi, Gisele Bündchen a Catherine Deneuve) od fotografky Annie Leibovitz. Vůbec první reklamu firmy režíroval proslulý francouzský režisér Bruno Aveillan.